# CJFO-FM
CJFO-FM, s'identifiant en ondes sous le nom Unique FM, est une station de radio canadienne communautaire francophone diffusant à la fréquence 94,5 MHz à Ottawa, dans la province de l'Ontario.
Gérée et opérée par la coopérative de radio communautaire d'Ottawa, elle est une station à but non lucratif servant la communauté francophone de la région de la capitale nationale.

## Histoire
En août 2008, le CRTC refuse des demandes d'obtention de licences, dont celle de Radio de la communauté francophone d'Ottawa (RCFO). Le ministre du Patrimoine canadien et des Langues officielles James Moore demande une révision, et après quelques tests techniques, la fréquence 94,5 MHz, seconde-adjacente de CIMF-FM 94,9, est utilisable et attribuée à RCFO. CJFO-FM débute ses tests en septembre 2010 et est inaugurée le 15 novembre 2010.